# クリスタル・スプリングス川
クリスタル・スプリングス川（くりすたる・すぷりんぐすがわ、英語: Crystal Springs Creek）は、ジョンソン川の支流であり、延長4.3キロメートル (2.7 mi) 全体がアメリカ合衆国オレゴン州ポートランド市内を流れている。市の南東部にあるリード大学付近の湧泉を水源とし、ジョンソン川に合流するまで市のセルウッド＝モアランド地区をおおむね南西へ流れていく。
川の流れに緩急は無く年間を通じて水温も低いため、ギンザケやチヌークサーモン、ニジマスなどの魚にとって生育に適した環境となっている。ニジマスの個体群は、コロンビア川下流域の特別個体群であり、絶滅危機種として登録されている。ギンザケやチヌークサーモンもコロンビア川下流域における進化的に重要な単位として、絶滅危機種に登録された。川は絶滅危惧種法に基づき、「危機的な生息地」に指定されており、生息環境を改善するため、市は魚の遡上を妨げる老朽化した暗渠を改修し、リード大学も水源に近いキャンパスに囲まれたリード湖周辺で魚の生育や回遊環境の改善に取り組んでいる。

## 流路
リード大学構内のブルー橋が架かるリード湖から、川はサウスイースト28番街に至るまで西へ流れる。その後、左岸側にあるクリスタル・スプリングス湖とクリスタル・スプリングス・ツツジ庭園を回り込むように南へと向きを変え、イーストモアランド・ゴルフコースの中で、クリスタル・スプリングス湖からの流れと合流する。その下流で川はユニオン・パシフィック鉄道とオレゴン州道99E号線(サウスイースト・マクローリン通り）の橋梁をくぐるために西へ折れ、すぐに南へと向きを戻す。住宅地やウェストモアランド公園を通り過ぎていき、ジョンソン・クリーク公園の園内でジョンソン川に合流する。そこからおよそ1.6キロメートル (1 mi) 下流で、ジョンソン川はウィラメット川に合流し、さらに29.8キロメートル (18.5 mi) 下ればコロンビア川に至る。